# Grb Občine Piran
Grb Občine Piran je ima obliko ščita, na sredini katerega je v modrem polju rdeč križ z ukrivljenima krakoma. Med križem in poljem je ozek bel trak. Izgled grba je določen v statutu občine, ki ga je sprejel občinski svet Občine Piran na redni seji dne 1.4.1999.